# Yezoceryx montanus
Yezoceryx montanus är en stekelart som beskrevs av Chiu 1971. Yezoceryx montanus ingår i släktet Yezoceryx och familjen brokparasitsteklar. Inga underarter finns listade i Catalogue of Life.